# Annales regni Francorum

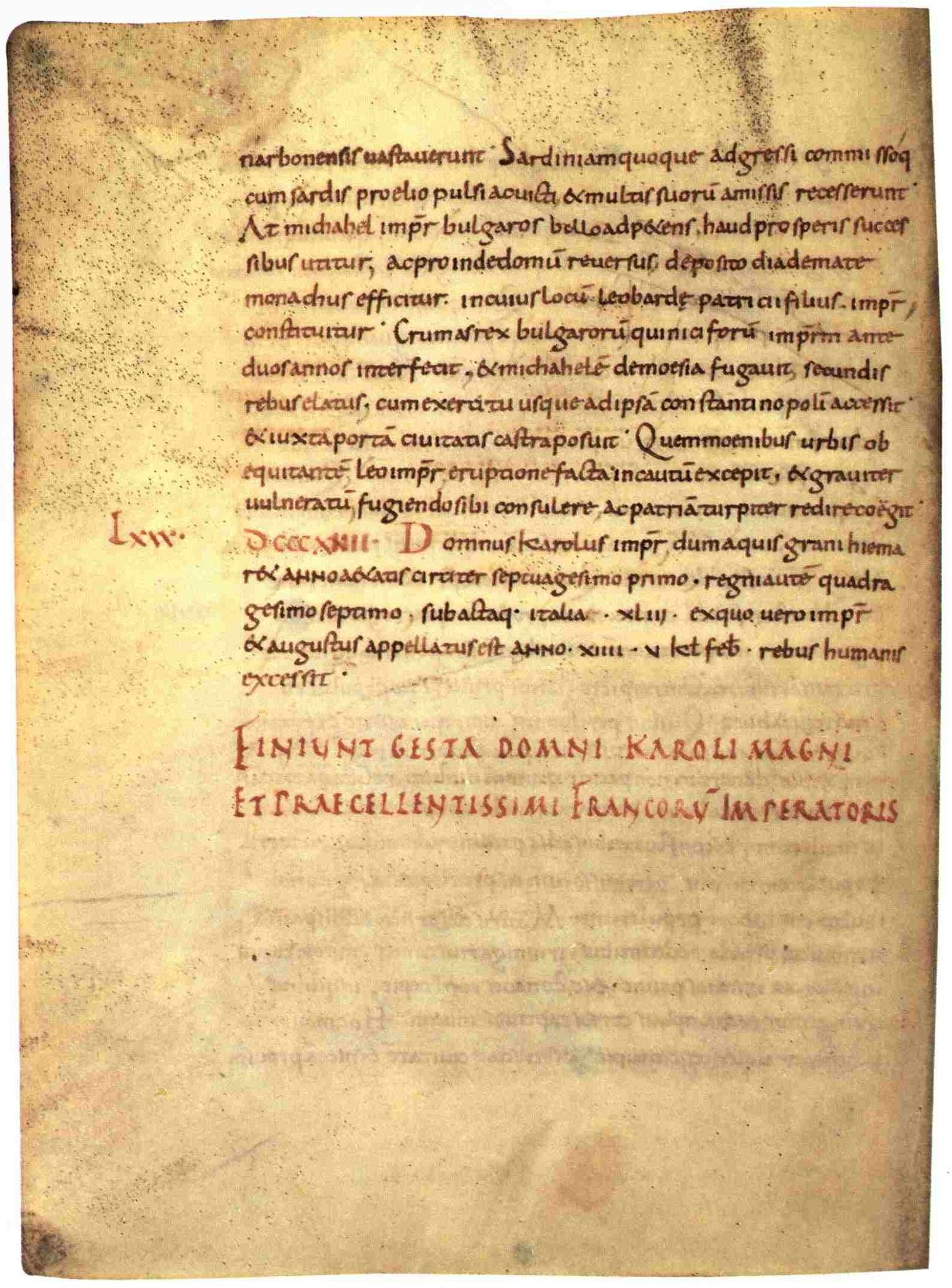
Annales regni Francorum, Eintrag zum Jahr 814 (Tod Karls des Großen) in der Handschrift Wien, Österreichische Nationalbibliothek, Cod. 473, fol. 143v

Die Annales regni Francorum („Annalen des Fränkischen Reiches“), auch Reichsannalen genannt, sind eine schriftliche Auflistung von Ereignissen (vgl. Annalen) im Fränkischen Reich des 8. und 9. Jahrhunderts. Die Bezeichnung geht auf Leopold von Ranke zurück; zuvor waren sie nach dem Fundort der ältesten Handschrift als Große Lorscher Annalen (Annales Laurissenses maiores) bekannt. Die Annales regni Francorum sind weiterhin von der Kleinen Lorscher Frankenchronik (Annales Laurissenses minores) zu unterscheiden. Die später überarbeitete Fassung der Reichsannalen wird oft als Einhardsannalen bezeichnet.

## Entstehung
Die Autoren der Reichsannalen sind nicht namentlich bekannt. Die Reichsannalen wurden in verschiedenen Stufen am Hofe Karls des Großen angefertigt, wohl im Umkreis der Hofkapelle. Aus Feinheiten des Stils wird auf eine Entstehung in drei Teilen geschlossen. Der erste Verfasser begann sein Werk wahrscheinlich in den Jahren zwischen 787 und 793, konnte sich aber auf ältere Annalen stützen. Die ersten ungefähr 50 Jahre ab 741 sind rückblickend geschildert. Seit 787/793 wurden anscheinend fortlaufend die Ereignisse des jeweiligen oder gerade verflossenen Jahres dargestellt. Von 795 bis 807 schrieb wohl ein anderer Verfasser, ab 808 übernahm ein dritter, ab 820 möglicherweise ein vierter die Arbeit.

## Inhalt
In den Annales wird die Zeit von 741 bis 829 geschildert und dabei auch eine Art Tatenbericht Karls geboten. So erwähnen die Annales für das Jahr 772 die Eroberung der Eresburg und die Zerstörung der Irminsul. Fortsetzungen waren u. a. die Annales Fuldenses (für das ostfränkische Reich, in Fortsetzungen bis 901) und die Annales Bertiniani (für das westfränkische Reich bis 882).
Die Reichsannalen haben einen unverkennbaren offiziösen Charakter. Sie sind als ein Instrument der karolingischen Herrscher zu betrachten, mit dem diese ihre politischen und militärischen Vorgehensweisen rechtfertigten. Die Annales regni Francorum wurden wohl meist dazu benutzt, nicht existierende Entscheidungsgrundlagen zu schaffen, beispielsweise angebliche Provokationen anderer Herrscher, um etwa einen Krieg nicht als Angriffskrieg erscheinen zu lassen. Sie sind trotz ihrer oft zweifelhaften Glaubwürdigkeit eine der wichtigsten Quellen zur frühen Karolingerzeit.

## Überarbeitung
In einigen Handschriften liegt eine stilistisch (bis 812), teils auch inhaltlich (bis 801) überarbeitete Fassung der Reichsannalen vor, die sogenannten Einhardsannalen. Der Name ist darauf zurückzuführen, dass früher Einhard als Autor dieser Handschriften vermutet wurde, was in der modernen Forschung jedoch abgelehnt wird. Einhard hatte die überarbeiteten Reichsannalen aber für seine Vita Karoli Magni herangezogen.

## Ausgaben und Übersetzungen
- Annales regni Francorum. In: Quellen zur karolingischen Reichsgeschichte. Teil 1. Neu bearbeitet von Reinhold Rau (Ausgewählte Quellen zur deutschen Geschichte des Mittelalters, FSGA, Bd. 5). Darmstadt 1955 (mehrere Nachdrucke), S. 9–155.
- Quellensammlung zur mittelalterlichen Geschichte. Fontes medii aevi. Berlin 1998; 1 CD-ROM, ISBN 3-9806427-0-4.
- Annales regni Francorum. In: Friedrich Kurze (Hrsg.): Scriptores rerum Germanicarum in usum scholarum separatim editi 6: Annales regni Francorum inde ab a. 741 usque ad a. 829, qui dicuntur Annales Laurissenses maiores et Einhardi. Hannover 1895 (Monumenta Germaniae Historica, Digitalisat)